# Miguel Ángel Biaggio
Miguel Ángel Olivares Biaggio, más conocido como Mike Biaggio (San Luis Potosí, San Luis Potosí; 3 de septiembre de 1976) es un actor y cantante mexicano.

## Biografía
Miguel Ángel Olivares Biagio nació el 3 de septiembre de 1977 en San Luis Potosí, México. Sus padres son Miguel Ángel Olivares y Aracely Biagi. Tiene una hermana, Aracely, que es dos años menor que él. También tiene un hijo, Gibran Daniel. Casado con la actriz Gloria Sierra desde el 16 de agosto de 2008, con quien tiene tres hijas, Eugenia, Julieta y Victoria.Tiene una estatura de un metro setenta y siete
Fue parte del grupo Mercurio, con el que grabó dos álbumes, El fenómeno y Evolución.
Dejó la ciudad de San Luis Potosí en 1997 para estudiar canto y actuación en el Centro de Educación Artística de Televisa por dos años.
Su primer papel en las telenovelas lo obtuvo en el melodrama El privilegio de amar, en 1998, bajo la mano de la reconocida productora Carla Estrada en donde compartió roles junto con Adela Noriega, René Strickler, Andrés García y Helena Rojo.
Otras telenovelas que le siguieron fueron: Soñadoras (1998), Mi destino eres tú (2000), El derecho de nacer (2001), El juego de la vida (2001), Corazones al límite (2004), entre otras.
En el 2005, formaría parte del elenco en La madrastra, nueva versión de la telenovela "Vivir un poco " que cosechó éxito en todo el mundo en donde compartió roles junto con César Evora y Victoria Ruffo.
Ese mismo año a Miguel Ángel se le abrieron las puertas en tres telenovelas: Rebelde, adaptación mexicana de la otra telenovela de Cris Morena que estuvo bajo la mano de Pedro Damián donde interpreta su primer papel de villano, Contra viento y marea de Nicandro Díaz, y El amor no tiene precio de Alfredo Schwarz.
En el 2006, la productora Lucero Suárez lo convocaría para que se uniera al elenco de Las dos caras de Ana, en donde tuvo un pequeño papel en los primeros capítulos, compartiendo roles junto con Ana Layevska, Rafael Amaya y María Rubio.
Al año siguiente, en el 2007, formaría parte de la nueva versión de Muchachitas como tú, bajo la mano del productor Emilio Larrosa en donde actuó con su futura esposa, Gloria Sierra. En el 2008, actuaría al lado de Ana Layevska, Gabriel Soto y Mauricio Aspe en Querida enemiga, donde interpreta su segundo papel de villano, y ese mismo año participó en Un gancho al corazón con el personaje de "Cristian Bermúdez", un policía.
En 2010 participó en Zacatillo, un lugar en tu corazón en un papel de villano interpretando al vividor "Fernando Gálvez". Para esto, al año siguiente, en el 2011 actuaría en Amorcito corazón al lado de Elizabeth Álvarez, Diego Olivera, Daniel Arenas y África Zavala.
En el 2012 al 2013 el productor Salvador Mejía lo convocaría para integrarse al elenco de Que bonito amor, una nueva versión de la telenovela La hija del mariachi, en la que estará al lado de Danna Garcia, Jorge Salinas y Pablo Montero, dando vida a uno de los mariachis.
En 2014 se integra al elenco de Muchacha italiana viene a casarse interpretando a Osvaldo Ángeles, uno de los villanos de la historia. 
En 2017, luego de participar en la telenovela En tierras salvajes, se integra a las filas de Imagen Televisión donde participó como uno de los protagonistas de la serie biográfica de Paquita la del barrio, en coproducción con Sony y Teleset. Actualmente protagoniza la telenovela La taxista, junto a Ana Belena y Marcus Ornellas, y tiene una participación en la telenovela Atrapada junto a África Zavala y Erick Chapa.

## Filmografía

### Telenovelas
- Perdona nuestros pecados (2023) - Jaime Sotomayor
- Te doy la vida (2020) - Modesto Flores
- La taxista (2018-2019) - Juan Lozoy
- Atrapada (2018) - Marcos
- En tierras salvajes (2017) - Fidel Molina
- La doble vida de Estela Carrillo (2017) - Fausto Galindo
- Muchacha italiana viene a casarse (2014-2015) - Osvaldo Ángeles Miranda
- Qué bonito amor (2012-2013) - Susano Sánchez
- Amorcito corazón (2011-2012) - Alfonso "Poncho" Armendáriz
- Zacatillo, un lugar en tu corazón (2010) - Fernando Gálvez
- Un gancho al corazón (2008-2009) - Cristian Bermúdez
- Querida enemiga (2008) - Gonzalo "Chalo" Carrasco
- Muchachitas como tú (2007) - Rodrigo Suárez
- Las dos caras de Ana (2006-2007) - Fabián Escudero
- Rebelde (2006) - Javier Alanís
- El amor no tiene precio (2005-2006) - Camilo Marín
- La madrastra (2005) - Ángel San Román
- Contra viento y marea (2005) - Cuco
- Corazones al límite (2004) - Samuel Cisneros Castro
- El juego de la vida (2001-2002) - Antonio "Toño" Pacheco
- El derecho de nacer (2001) - Dr. Alberto Limonta
- Mi destino eres tú (2000) - César Bécker Rodríguez
- Soñadoras (1998-1999) - Adolfo
- El privilegio de amar (1998-1999) - Francisco "Pancho"

### Programas
- Paquita la del barrio (2017) - Jorge
- Por siempre Joan Sebastian (2016) - Enrique Figueroa
- Como dice el dicho (2011-2013) - Alex / Mauro
- Mujeres asesinas (2010) - Ramón Morales
- Mujer, casos de la vida real (2001-2003)